# 参預会議
参預会議（さんよかいぎ、表記は参予会議/参与会議とも）は、江戸時代末期（幕末）の文久3年（1863年）末から翌年3月まで京都に存在した、朝廷の任命による数人の有力な大名経験者から構成された合議制会議、およびその制度である。当時流行した公武合体論および公議政体論の一つの帰結ではあったが、参預諸侯間の意見の不一致から、わずか数か月で崩壊した。

## 背景
※本項における日付はすべて旧暦（天保暦）によるものである。

### 公武合体論と公議論

#### 幕末の政局
幕末の政局において、大老・井伊直弼（彦根藩主）による強引な日米修好通商条約締結への反撥から尊王攘夷運動が高まり、井伊は安政の大獄でこれらを弾圧するが、逆に桜田門外の変で暗殺され、江戸幕府の権威は急速に低下しつつあった。そこで幕府は朝廷と結ぶことで権威の恢復を図ろうとする。
従来、朝廷は政治との関わりを規制されていたが、江戸時代後期には国学・水戸学の隆盛、大政委任論などの登場により次第に潜在的地位を高め、さらに日米修好通商条約をめぐる論争・政治工作の中で、老中・堀田正睦（佐倉藩主）が反対勢力を抑えるため孝明天皇の勅許を得ようとしたことから、天皇および朝廷の権威は急速に上昇していた。

#### 公武合体
こうした中、朝廷と結束することで幕府の権威低下を防ごうとする公武合体論が浮上する。老中・久世広周（関宿藩主）、安藤信正（磐城平藩主）らは将軍・徳川家茂の正室に孝明天皇の妹・和宮親子内親王を降嫁させる。

#### 公議政体論
一方で、幕府の権威低下に伴い、これまで幕政から遠ざけられていた親藩・外様大名の政治力が相対的に高まり、中でも先進的な思想を持ち輿望を担う有力諸侯を国政に参画させて国難を乗り切るべきであるという公議政体論が擡頭した。

#### 文久の改革
文久2年（1862年）夏、薩摩藩主・島津茂久の実父である島津久光が兵を率いて上京し、朝廷から幕府へ勅使・大原重徳を下させて幕政改革を迫る（文久の改革）。
これにより、安政の大獄以来失脚していた松平春嶽（前越前藩主）が政事総裁職、徳川慶喜（一橋徳川家当主。のちの15代将軍）が将軍後見職として復帰した。

#### 生麦事件
久光の意志は公武合体と幕府の体制変革であったが、久光が江戸を去るに際し、生麦事件を起こしたため、かえって尊王攘夷派を勢いづかせることになる。

### 八月十八日の政変とその後の政局
文久3年（1863年）に入ると、政局は尊王攘夷激派の長州藩とそれを後ろ盾にした三条実美・姉小路公知ら過激公卿らが朝政を主導する事態となっており、熱心な攘夷主義者ではあるものの、幕府との協調を目指す孝明天皇の意に甚だ反していた。天皇の意向を受けた中川宮朝彦親王は、京都守護職・松平容保率いる会津藩と、薩摩藩に命じて、長州藩および尊攘派公卿の排除を図った（八月十八日の政変）。長州藩勢力は京都から追放され、尊攘派公卿の三条ら7人もそれに従った（七卿落ち）。こうして尊攘派の一掃に成功した朝廷だったが、中川宮や関白・鷹司輔煕（長州藩に宥和的であった）らには政局を主導する能力がなく、朝廷は甚だ人材に欠けていた。
そこで朝廷は有志大名に期待し、島津久光、松平春嶽、一橋慶喜、宇和島藩前藩主・伊達宗城、土佐藩前藩主・山内容堂らに上洛を命じ、混迷を極める政局の安定を図るため、朝政改革も含めた今後の方策を探った。これを受けて10月3日に久光、10月18日に春嶽、11月3日に宗城、11月26日に慶喜が入京。やや遅れて12月28日に容堂が入京した。この間、天皇から極秘の宸翰を受けた久光が積極的な動きを見せる。天皇は朝政改革で尊王攘夷過激派を一掃した後は従前のごとく幕府へ大政を委任し、公武合体して事に当たる方針を示したが、薩摩藩はむしろ将軍を上京させた上で有力諸侯の合議による諮問機関を設け、公議政体を作ることこそ公武合体であると考え、諸侯の協力を求めた。12月5日薩摩藩は、賢明な諸侯を朝廷に召して議奏とすべきであると提案。慶喜の宿所に集った春嶽、宗城、松平容保らもこれに賛同し、決定事項となった。これが参預会議の基本方針となる。
さらに、久光の奏上により、12月23日に鷹司輔煕が関白を罷免され、親幕府的な二条斉敬が就任した。

### 参預会議の成立
こうして先の薩摩藩上表に基づき同大晦日に、久光を除く上記4人と容保が「朝廷参預」に任命される（久光のみ翌文久4年（1864年）正月13日に任命）。この参預の職務は二条城を会議所とし、二日おきに参内して天皇の簾前にて朝議に参加するというものであった。
正月15日、将軍・徳川家茂が再上洛。孝明天皇は家茂に対し、醜夷征服の策略を議すこと、参預諸侯の政治参加、公武合体方針の明確化などを求めた宸翰を下した。これを受け、2月16日参預諸侯に老中部屋への出入りが許され、正式に幕政参加が命じられた。

## 参預会議の構成員
- 徳川慶喜（一橋徳川家当主、将軍後見職）
- 松平春嶽（越前藩前藩主、前政事総裁職）
- 山内容堂（土佐藩前藩主）
- 伊達宗城（宇和島藩前藩主）
- 松平容保（会津藩主、京都守護職）
- 島津久光（薩摩藩主島津茂久の父）

参預諸侯
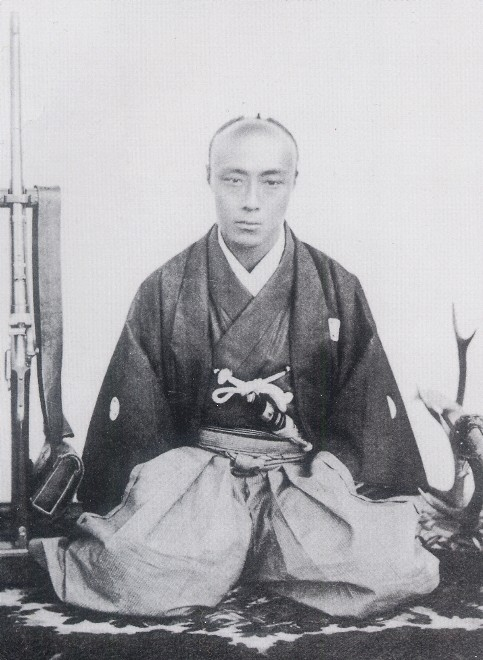
徳川慶喜
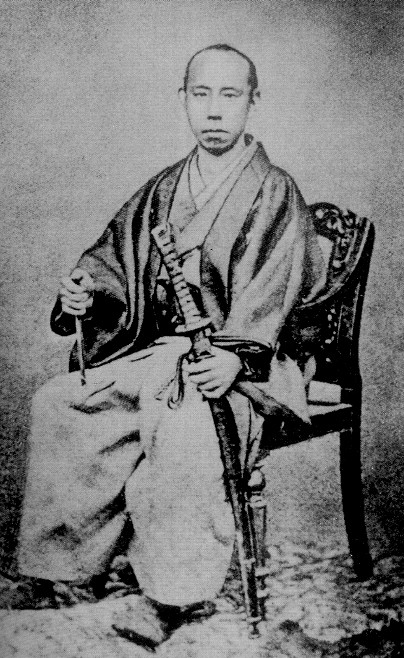
松平慶永
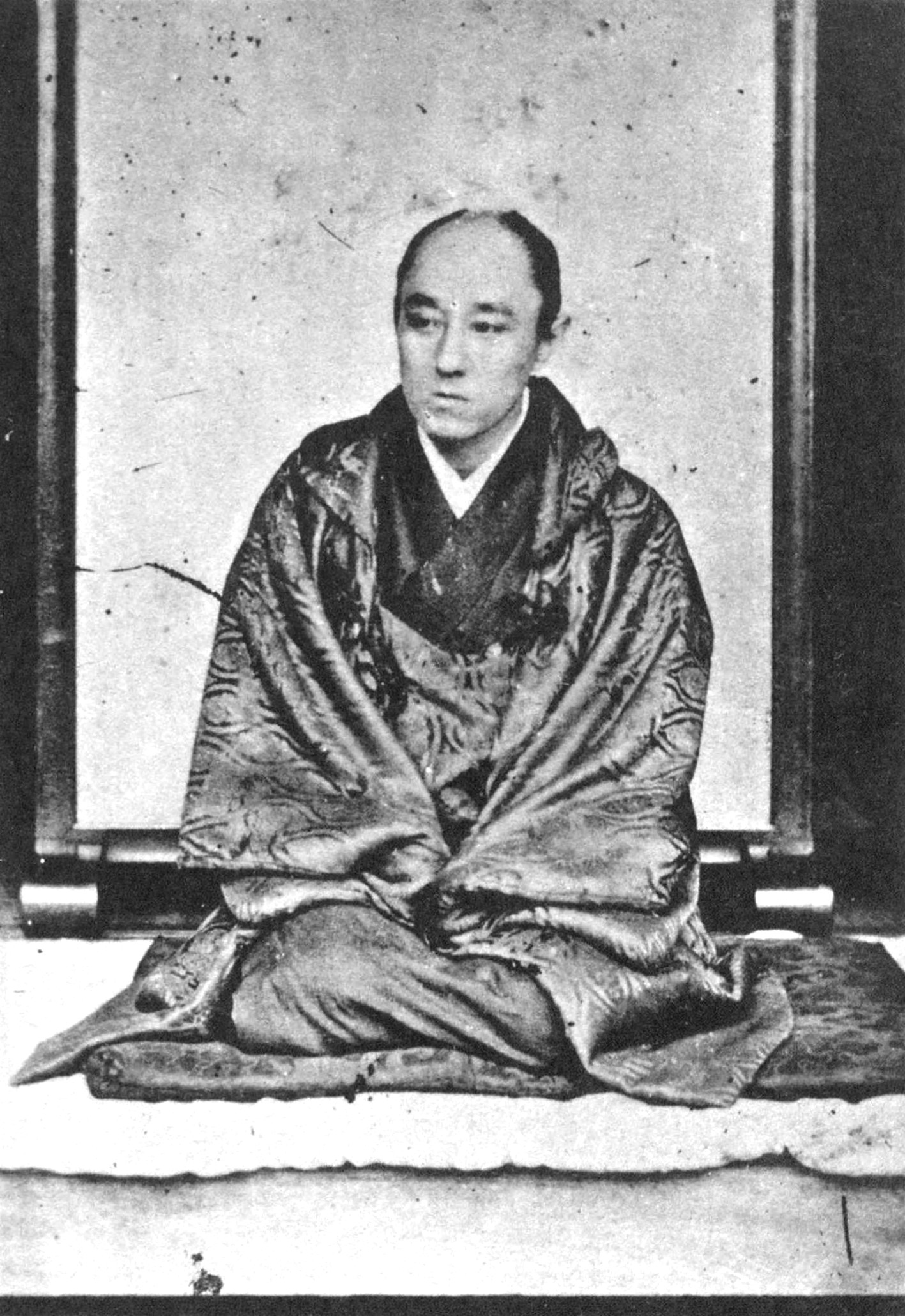
山内豊信
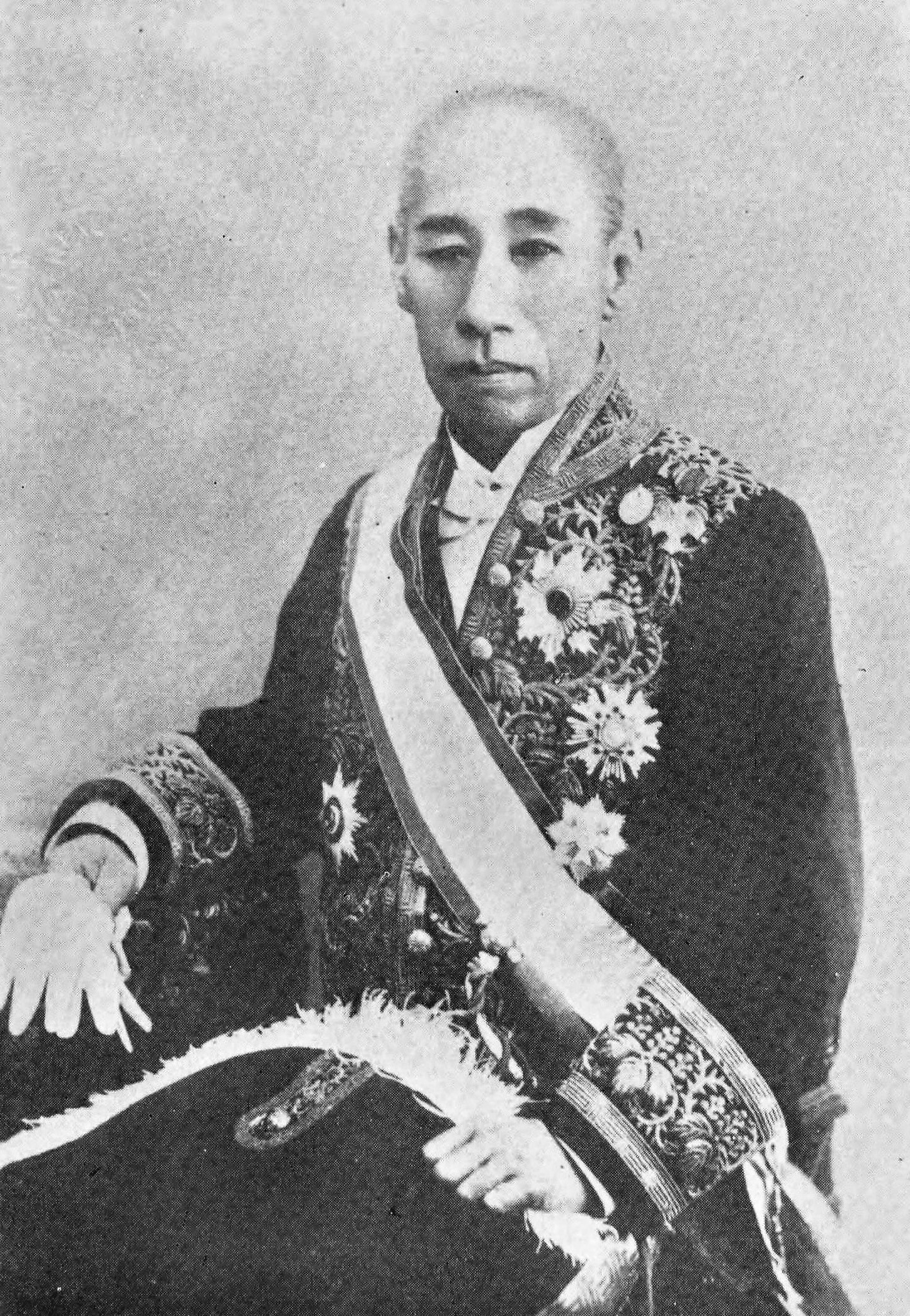
伊達宗城
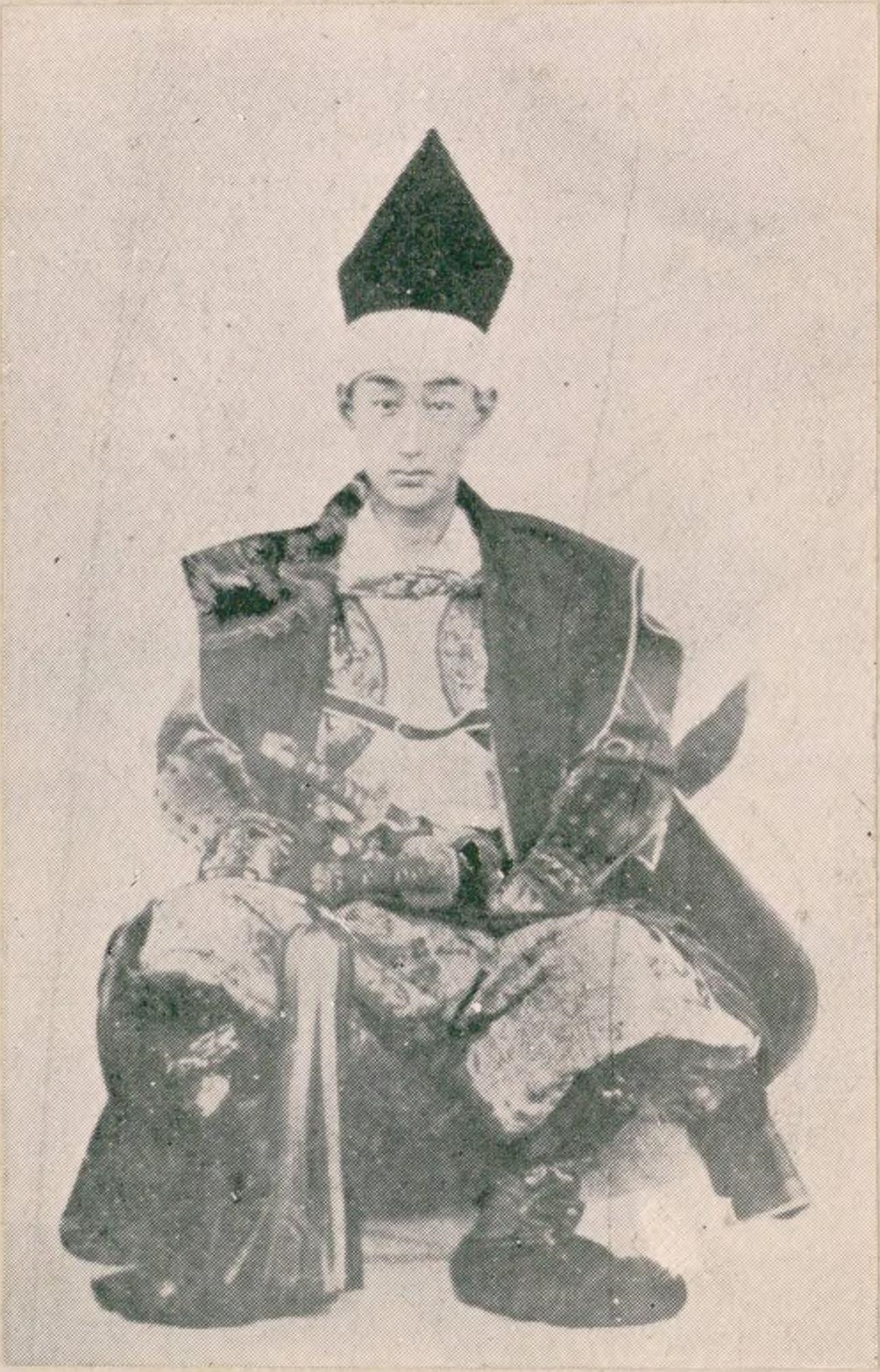
松平容保
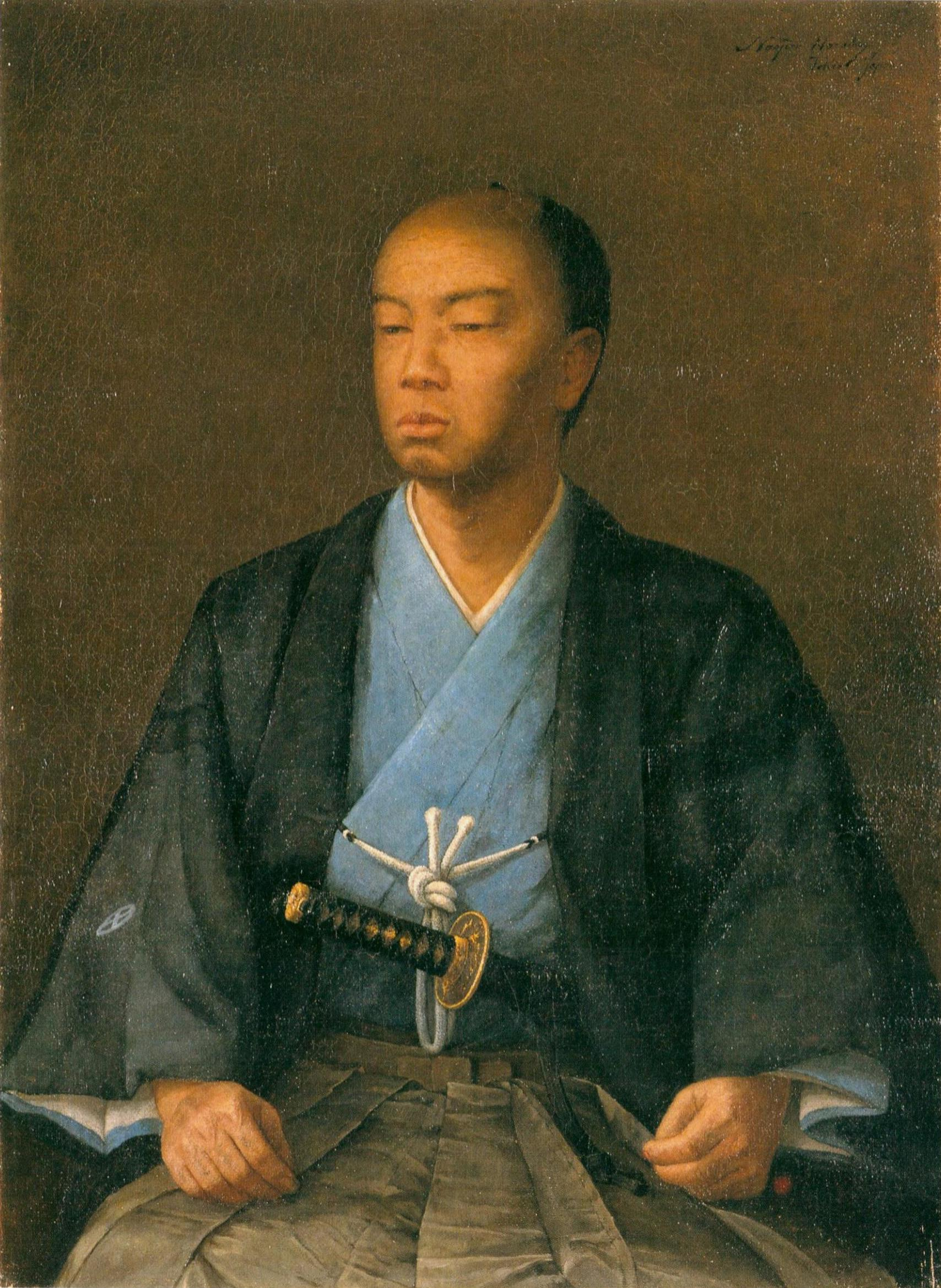
島津久光

以下、追任。
- 長岡護美（熊本藩執政。藩主・斉護の子）
- 黒田慶賛（福岡藩世子）

この他、徳川慶勝（尾張藩元藩主）が参預に命じられたが、辞退している。

## 参預会議における議題
国政の合議機関として設けられた参預会議における当面の議題は、当時懸案となっていた長州藩の処分と攘夷（横浜鎖港）問題であった。

### 長州藩の処分問題
八月十八日の政変で京都を追放された長州藩はその後も失地回復を目指し、政治工作を続けていた。実際、当時京都には長州藩への同情論も多く、政変を主導した中川宮がかえって「恐らくは魔王の所為か、恐るべし、危むべし」と悪評を被っているほどであった。しかし孝明天皇の長州に対する逆鱗は解けず、長州派の池田茂政（備前藩主）、上杉斉憲（米沢藩主）、池田慶徳（鳥取藩主）、浅野茂長（芸州藩主）、藤堂高潔（津藩主）などは続々と京都から退いていた。長州藩は家老・根来上総、井原主計らを大坂へ派遣し、たびたび長州の無罪を訴える嘆願書の提出を図るが、入京は許されなかった。
しかし、12月24日に関門海峡を通過中の薩摩藩蒸気船長崎丸（幕府から借用）が、長州藩が占領していた豊前田野浦（本来は小倉藩領）砲台から砲撃され、沈没する事件が発生。これが京へ伝えられると久光は激怒し、長州へ征伐即時実行もしくは藩主父子の大坂召還などの強硬処分を主張した。これに対し、容堂は将軍江戸帰府の後、江戸へ呼び出す方が良いと主張して対立し、難航した。結局長州の家老を大坂へ召還して七卿の引き渡しを命じ、従わない時は征伐を実行するという方針となる。

### 横浜鎖港問題
孝明天皇は熱心な攘夷論者であり、国政の諮問にあたる参預会議でも通商条約の破棄（破約攘夷）・海外貿易を許可した諸港の閉鎖（鎖港）が議題となった。しかし参預諸侯は元来開国的な考えを持っており、そもそも攘夷は不可能であることを認識していたため、鎖港には反対であり、かえって天皇の失望を買う。この時期、一部の攘夷派を除き、すでに諸外国との条約破棄は非現実的と見なされており、「攘夷」の具体的施策は兵庫（神戸）港の開港阻止、および横浜港の鎖港を意味するようになっていた。
一方、元々諸外国と条約を締結して開国を行った当事者である幕府も攘夷には反対していたが、前年の家茂上洛の際、孝明天皇から攘夷実行を約束させられており、すでに文久3年（1863年）12月に不可能を承知の上で横浜鎖港の交渉のため、フランスへ外国奉行・池田長発を全権とする交渉団（横浜鎖港談判使節団）を派遣していた。参預会議においても、当初横浜鎖港に難色を示していたはずの慶喜が、薩摩藩の擡頭を警戒し、久光の主張には同調できないとして、ことさら横浜鎖港の実行を主張することになる。2月15日に行われた参預会議では、久光と慶喜がこの問題で激しく衝突した。

## 参預会議体制の崩壊
長州問題でもはかばかしい結果が出ない上、横浜鎖港問題では参預間とくに慶喜と久光との対立が激化したため、参預会議体制は早くも行き詰まった。この成り行きを懸念した中川宮が、2月16日に参預諸侯を自邸に招いて酒席を設けたが、泥酔した慶喜が中川宮に対し久光、春嶽、宗城を指さして「この3人は天下の大愚物・大奸物であり、後見職たる自分と一緒にしないでほしい」と暴論を吐いたため、機嫌を損ねた久光は完全に参預会議を見限り、幕府への協調姿勢を諦める。春嶽や小松帯刀（薩摩藩家老）が仲裁にあたるが、慶喜は幕府老中らとも対立をはじめ、老中・水野忠精（山形藩主）は「参予会議は天下の害物、むしろ廃するにしかず」とまで述べるようになった。
こうして、ほとんど何の実績もあげられぬまま、参預会議は瓦解した。2月25日いち早く容堂が京都を退去し、3月9日には慶喜が参預を辞職。続いて他の参預も相次いで辞任した。

## その後の政局への影響
慶喜は3月25日に将軍後見職を辞し、朝廷から新設の禁裏御守衛総督（摂海防禦指揮を兼任）に任ぜられ、二条城において江戸の幕府から距離を置き、独自の行動をとるようになった。この後慶喜は、松平容保および京都所司代となった松平定敬（桑名藩主）とともに、幕府中央とは半ば独立した勢力を構築するようになる（一会桑政権）。なお、フランス派遣の幕府使節は予想通り交渉不調で帰国、独断でパリ約定を結んだ池田長発や田辺太一ら使節団は処罰されるが、その後幕府も一会桑も横浜鎖港を積極的に推進することはなかった。
一方、久光主導による薩摩藩の幕府改革路線も参預会議の崩壊によって頓挫し、以後同藩は幕府より朝廷への支持に傾斜していく。同年の禁門の変の後には、倒幕も見据えて幕府弱体化を企図し、雄藩連合路線で政治運動を行っていくことになった。

## 慶応3年（1867年）の四侯会議
慶応2年（1866年）末に15代将軍に就任した慶喜は、兵庫開港をめぐる問題を解決すべく、朝廷工作を行う。それに対し、諸侯会議路線の推進を図った薩摩の主導により、翌年5月13日に久光、容堂、宗城、春嶽を集めて国事を議論する四侯会議が設けられた。いわば参預会議の再現である。しかし今度は逆に久光が長州の寛典を主張、慶喜が断固兵庫開港を優先するという、参預会議と逆の展開となった。薩摩の意図を見抜いた慶喜が佐幕派公卿を味方につけ、徹夜の朝議で条約勅許を強引にもぎとったため、四侯会議も短期間で崩壊。以後、薩摩は倒幕へ向けて舵を切ることとなる。